# グレン・ハーディン
グレン・ハーディン (Glenn Foster "Slats" Hardin、1910年7月1日- 1975年3月6日)は、アメリカ合衆国の陸上競技選手。1930年代を代表する400mハードルの選手で、1932年ロサンゼルスオリンピックと1936年ベルリンオリンピックに出場。ベルリン大会では金メダルを獲得した選手である。

## 経歴
ハーディンは1932年ロサンゼルスオリンピックの400mハードルで、アイルランドのボブ・ティスダルに次いで銀メダルを獲得し、その名を世界にとどろかせた。ハーディンのタイム52.0秒は、優勝したティスダルがハードルを倒してゴールしたため、ティスダルの51.7秒のタイムは当時のルールでは記録が公認されず、代わりに2位のハーディンの52.0秒が世界新記録として公認された。ハーディンは1934年のAAU大会で51.8秒の世界新記録、同じ年には、ストックホルムの競技会で50.6秒の大記録を打ち立てた。この記録はその後19年間破られることがなかった。
ハーディンは1932年から1936年のオリンピックの間無敗を維持し、1936年ベルリンオリンピックではカナダのジョン・ローリングらを破り、金メダルを獲得した。